# Diego López (cyclisme)
Pour les articles homonymes, voir Diego López et López.
López  Fuentes est un nom espagnol. Le premier nom de famille, en général paternel, est López ; le second, en général maternel, souvent omis, est Fuentes.
Diego López Fuentes, né le 9 décembre 1997 à Estella-Lizarra, est un coureur cycliste espagnol.

## Biographie
Chez les juniors (moins de 19 ans), Diego López est notamment champion du Pays basque en 2014 et troisième du championnat d'Espagne en 2015, dans la discipline du contre-la-montre. Il intègre ensuite l'équipe de la Fundación Euskadi-EDP en 2016, avec laquelle il remporte les championnats de Navarre et du Pays basque du contre-la-montre, en catégorie espoirs (moins de 23 ans). 
En 2017, il conserve son titre régional de champion de Navarre pour le contre-la-montre. Il participe également aux championnats d'Espagne espoirs, où il se classe cinquième de la course en ligne et du contre-la-montre. L'année suivante, la Fundación Euskadi devient une équipe continentale. Diego López y devient coureur professionnel. 
Il connaît un début de saison 2019 gâché par une chute survenue lors du Tour de la Communauté valencienne, où il se fracture la clavicule. En juin, il se classe dixième du championnat d'Espagne du contre-la-montre, à Yecla. Il termine sa saison dès le mois d’août sur le Tour du Portugal. En début d'année 2020, il participe au Tour de l'Algarve, où il porte le maillot de meilleur grimpeur pendant une journée. Pour 2021, il décide de rejoindre l'équipe Kern Pharma.
Il arrête sa carrière en fin d'année 2022.

## Palmarès
- 2014
  - Championnat du Pays basque du contre-la-montre juniors
- 2015
  - 3e du championnat d'Espagne du contre-la-montre juniors
- 2016
  - Champion de Navarre du contre-la-montre
  - Championnat du Pays basque du contre-la-montre espoirs
- 2017
  - Champion de Navarre du contre-la-montre
  - 3e de la Prueba Alsasua

## Classements mondiaux
| Année                                 | 2019  | 2020 | 2021 |
| ------------------------------------- | ----- | ---- | ---- |
| Classement mondial                    | 3160e | nc   | 973e |
| UCI Europe Tour                       | 1943e | nc   | 729e |
|                                       |       |      |      |
| Légende : nc = non classéSource : UCI |       |      |      |